# Milan Šrejber
Milan Šrejber, né le 30 décembre 1963 à Prague, est un ancien joueur de tennis professionnel tchèque.

## Palmarès

### Titre en simple (1)
| No | Date       | Nom et lieu du tournoi | Catégorie | Dotation | Surface    | Finaliste       | Score    |  |
| -- | ---------- | ---------------------- | --------- | -------- | ---------- | --------------- | -------- |  |
| 1  | 22-08-1988 | Nynex Open, Rye Brook  |           | 93 400 $ | Dur (ext.) | Ramesh Krishnan | 6-2, 7-6 |  |

### Finale en simple (1)
| No | Date       | Nom et lieu du tournoi               | Catégorie | Dotation  | Surface         | Vainqueur      | Score    |  |
| -- | ---------- | ------------------------------------ | --------- | --------- | --------------- | -------------- | -------- |  |
| 1  | 03-02-1986 | Corel North American Indoor, Toronto |           | 125 000 $ | Moquette (int.) | Joakim Nyström | 6-1, 6-4 |  |

### Titres en double (2)
| No | Date       | Nom et lieu du tournoi                | Catégorie | Dotation  | Surface         | Partenaire     | Finalistes                       | Score    |  |
| -- | ---------- | ------------------------------------- | --------- | --------- | --------------- | -------------- | -------------------------------- | -------- |  |
| 1  | 04-07-1988 | Suisse Open Gstaad                    |           | 240 000 $ | Terre (ext.)    | Petr Korda     | Andrés Gómez Emilio Sánchez      | 7-6, 7-6 |  |
| 2  | 06-02-1989 | ABN World Tennis Tournament Rotterdam |           | 325 000 $ | Moquette (int.) | Miloslav Mečíř | Jan Gunnarsson Magnus Gustafsson | 7-6, 6-0 |  |

### Finale en double (1)
| No | Date       | Nom et lieu du tournoi | Catégorie | Dotation  | Surface      | Vainqueurs                | Partenaire | Score    |  |
| -- | ---------- | ---------------------- | --------- | --------- | ------------ | ------------------------- | ---------- | -------- |  |
| 1  | 10-07-1989 | Suisse Open Gstaad     |           | 275 000 $ | Terre (ext.) | Cássio Motta Todd Witsken | Petr Korda | 6-4, 6-4 |  |